# Кармелюк (фільм, 1938)
«Кармелю́к» — український радянський художній історичний фільм 1938 року режисера Георгія Тасіна про Устима Кармелюка.

## Сюжет
У фільмі йдеться про боротьбу селян та солдатів Правобережної України, очолюваних Устимом Кармелюком, з гайдуками Польщі та панським ігом. Головний герой, Кармелюк, вбиває жорстокого управителя свого пана та біжить у ліси, стаючи народним героєм і месником.

## У ролях
- Олександр Хвиля — Устим Кармелюк
- Наталя Ужвій — Оляна
- П. Радецький — Остап Пархоменко
- Євген Пономаренко — Левко
- Н. Захаров — Тимоха Сидоров
- Ілля Березняк — Родіон Коваль
- Л. Мейєрсон — Мошка
- Володимир Лисовський — Августин
- В. Піддубний — Андрій
- Дмитро Мілютенко — Ярема, син Коваля
- Гнат Юра — пан Опанасенко
- Терентій Юра — пан Варениця
- Дмитро Голубинський — пан Хлопицький
- Ганна Мещерська — пані Хлопицька
- Микола Коміссаров — князь Туманов
- Сергій Петров — літинський засідатель
- Володимир Уральський — виправник
- Борис Авшаров — пан Рутковський
- Г. Грегоніс — священик
- С. Дубровський — Ольшевський, дрібний шляхтич

## Галерея

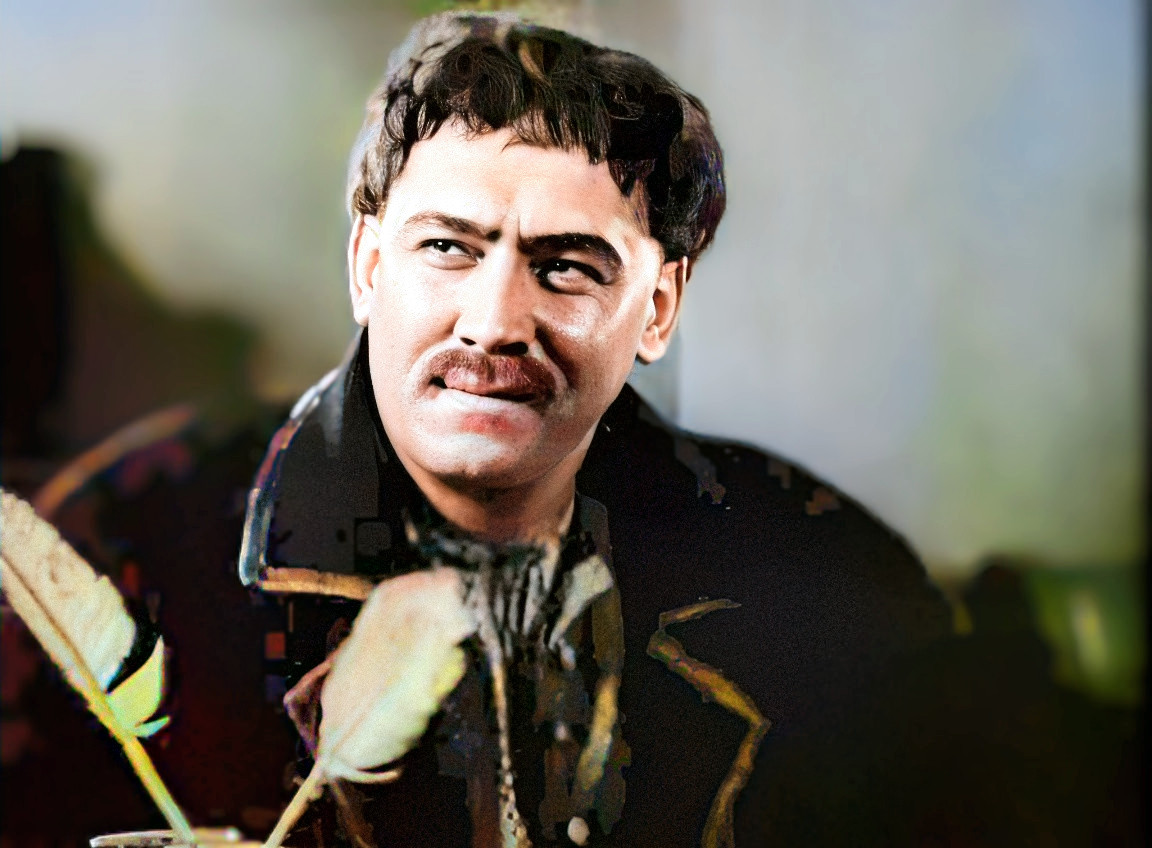
О. Хвиля в ролі Устима Кармелюка
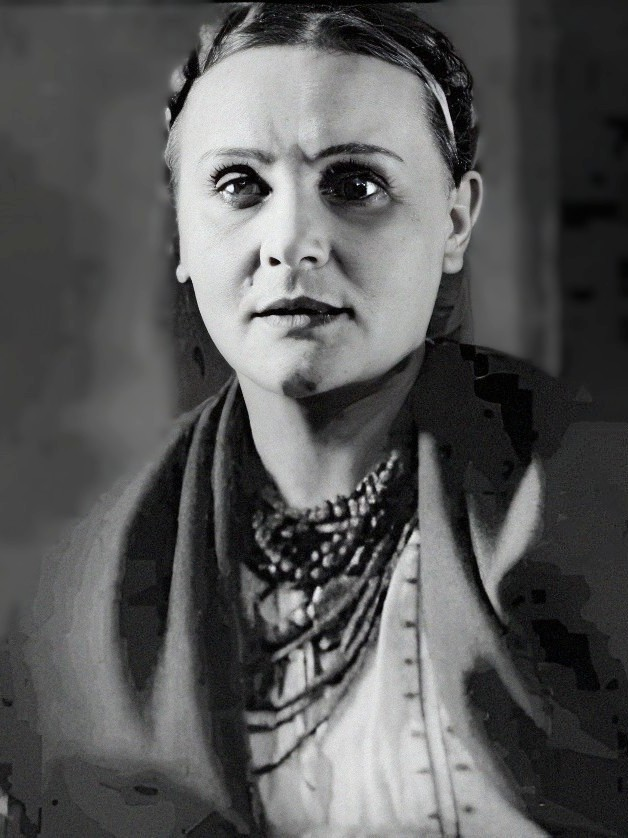
Н. Ужвій в ролі Оляни